# سرخیو پاردیا
سرخیو پاردیا (اسپانیایی: Sergio Pardilla‎؛ زادهٔ ۱۶ ژانویهٔ ۱۹۸۴) دوچرخه‌سوار اهل اسپانیا است.
از باشگاه‌هایی که در آن رکاب زده‌است می‌توان به تیم موویستار، تیم دایمنشن دیتا، و کاخا رورال-سگوروس رخا اشاره کرد.